# Phasianinae
Sous-famille
Synonymes
- famille Pavonidae Rafinesque, 1815[1]
- famille Phasianidae Horsfield, 1821[1]
- sous-famille Phasianinae Horsfield, 1821[1]

Les Phasianinae sont une sous-famille d'oiseaux gallinacés de la famille des Phasianidae qui regroupe des espèces dont les noms vernaculaires sont faisan, hokki, coq, lophophore, paon, tragopan, éperonnier, argus, ithagine ou eulophe. Le terme Phasianinæ vient du nom  de la ville grecque de Phasis au bord du Pont-Euxin, aujourd'hui Poti.

## Liste des genres
D'après la classification de référence (version 5.1, 2015) du Congrès ornithologique international :
- Afropavo Chapin, 1936
  - Afropavo congensis – Paon du Congo
- Argusianus Rafinesque, 1815
  - Argusianus argus – Argus géant
- Catreus Cabanis, 1851
  - Catreus wallichii – Faisan de Wallich
- Chrysolophus J. E. Gray, 1834
  - Chrysolophus pictus – Faisan doré
  - Chrysolophus amherstiae – Faisan de Lady Amherst
- Crossoptilon Hodgson, 1838
  - Crossoptilon crossoptilon – Hokki blanc
  - Crossoptilon harmani – Hokki du Tibet
  - Crossoptilon mantchuricum – Hokki brun
  - Crossoptilon auritum – Hokki bleu
- Gallus Brisson, 1760
  - Gallus gallus – Coq doré
  - Gallus sonneratii – Coq de Sonnerat
  - Gallus lafayettii – Coq de Lafayette
  - Gallus varius – Coq de Java
- Ithaginis Wagler, 1832
  - Ithaginis cruentus – Ithagine ensanglantée
- Lophophorus Temminck, 1813
  - Lophophorus impejanus – Lophophore resplendissant
  - Lophophorus sclateri – Lophophore de Sclater
  - Lophophorus lhuysii – Lophophore de Lhuys
- Lophura Fleming, 1822
  - Lophura leucomelanos – Faisan leucomèle
  - Lophura nycthemera – Faisan argenté
  - Lophura edwardsi – Faisan d'Edwards
  - Lophura swinhoii – Faisan de Swinhoe
  - Lophura hoogerwerfi – Faisan de Sumatra
  - Lophura inornata – Faisan de Salvadori
  - Lophura erythrophthalma – Faisan à queue rousse
  - Lophura ignita – Faisan noble
  - Lophura diardi – Faisan prélat
  - Lophura bulweri – Faisan de Bulwer
- Pavo Linnaeus, 1758
  - Pavo cristatus – Paon bleu
  - Pavo muticus – Paon spicifère
- Phasianus Linnaeus, 1758
  - Phasianus colchicus – Faisan de Colchide
  - Phasianus versicolor – Faisan versicolore
- Polyplectron Temminck, 1813
  - Polyplectron chalcurum – Éperonnier à queue bronzée
  - Polyplectron inopinatum – Éperonnier de Rothschild
  - Polyplectron germaini – Éperonnier de Germain
  - Polyplectron bicalcaratum – Éperonnier chinquis
  - Polyplectron katsumatae – Éperonnier de Hainan
  - Polyplectron malacense – Éperonnier malais
  - Polyplectron schleiermacheri – Éperonnier de Bornéo
  - Polyplectron napoleonis – Éperonnier napoléon
- Pucrasia G. R. Gray, 1841
  - Pucrasia macrolopha – Eulophe koklass
- Rheinardia Maingonnat, 1882
  - Rheinardia ocellata – Argus ocellé
- Syrmaticus Wagler, 1832
  - Syrmaticus ellioti – Faisan d'Elliot
  - Syrmaticus humiae – Faisan de Hume
  - Syrmaticus mikado – Faisan mikado
  - Syrmaticus soemmerringii – Faisan scintillant
  - Syrmaticus reevesii – Faisan vénéré
- Tragopan Cuvier, 1829
  - Tragopan melanocephalus – Tragopan de Hastings
  - Tragopan satyra – Tragopan satyre
  - Tragopan blythii – Tragopan de Blyth
  - Tragopan temminckii – Tragopan de Temminck
  - Tragopan caboti – Tragopan de Cabot

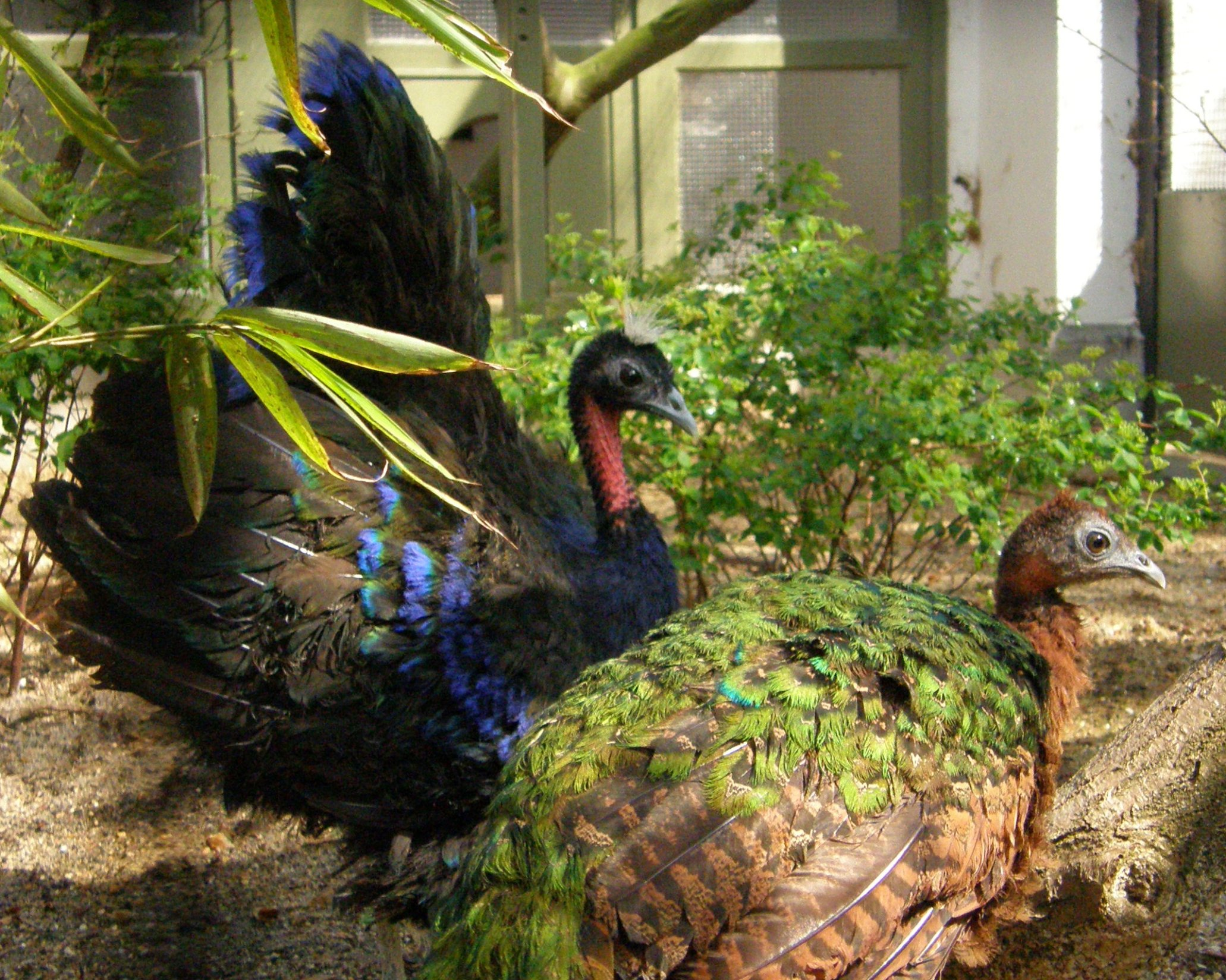
Afropavo congensis
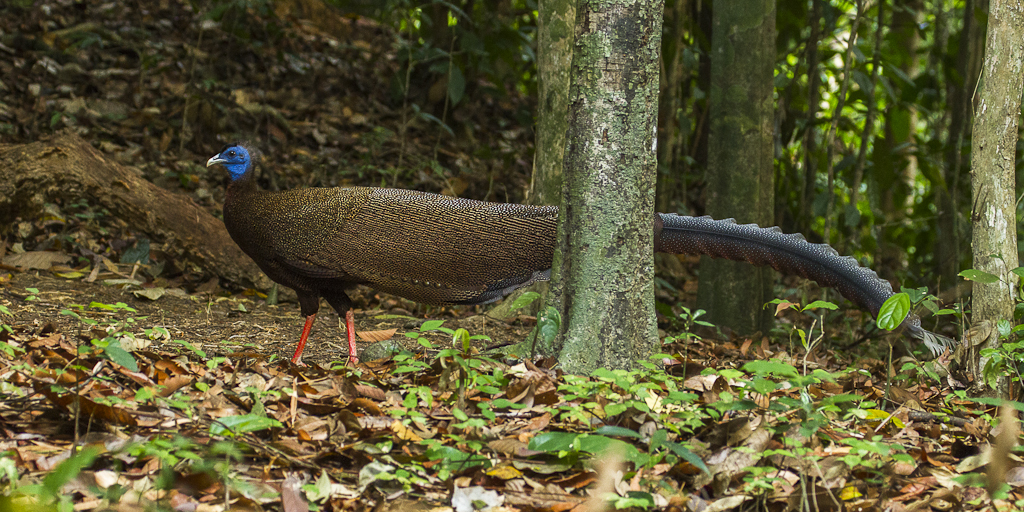
Argusianus argus
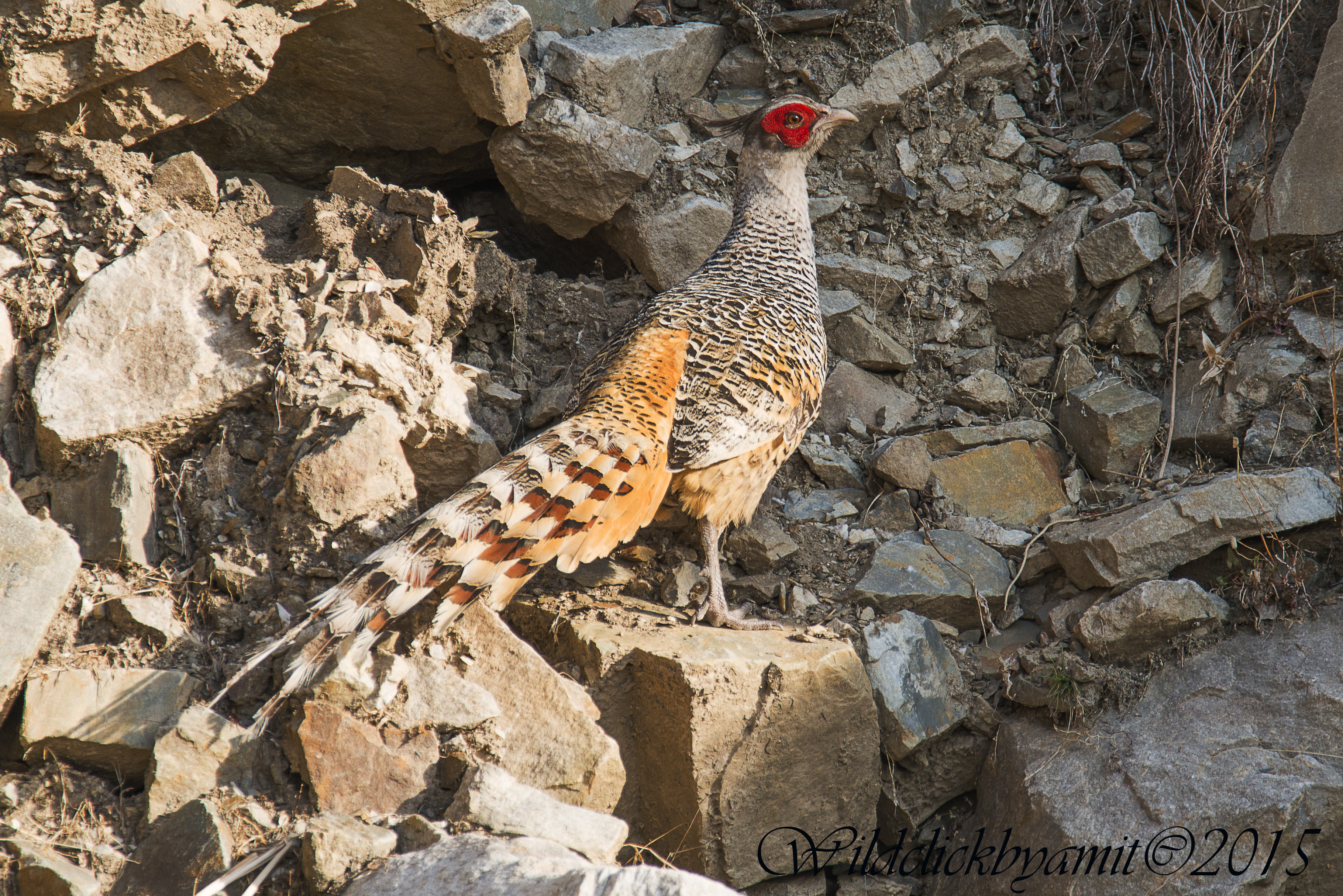
Catreus wallichii
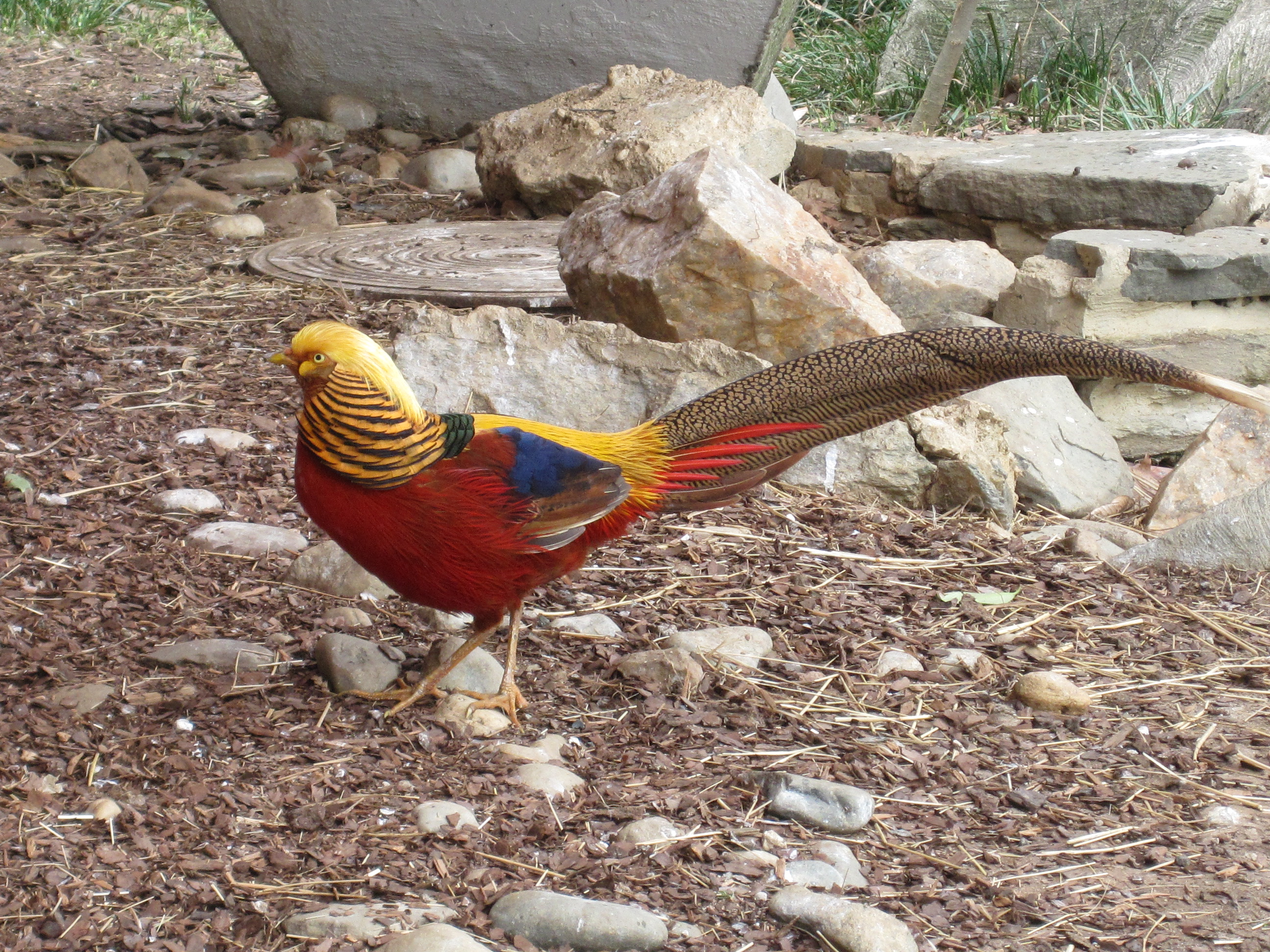
Chrysolophus pictus
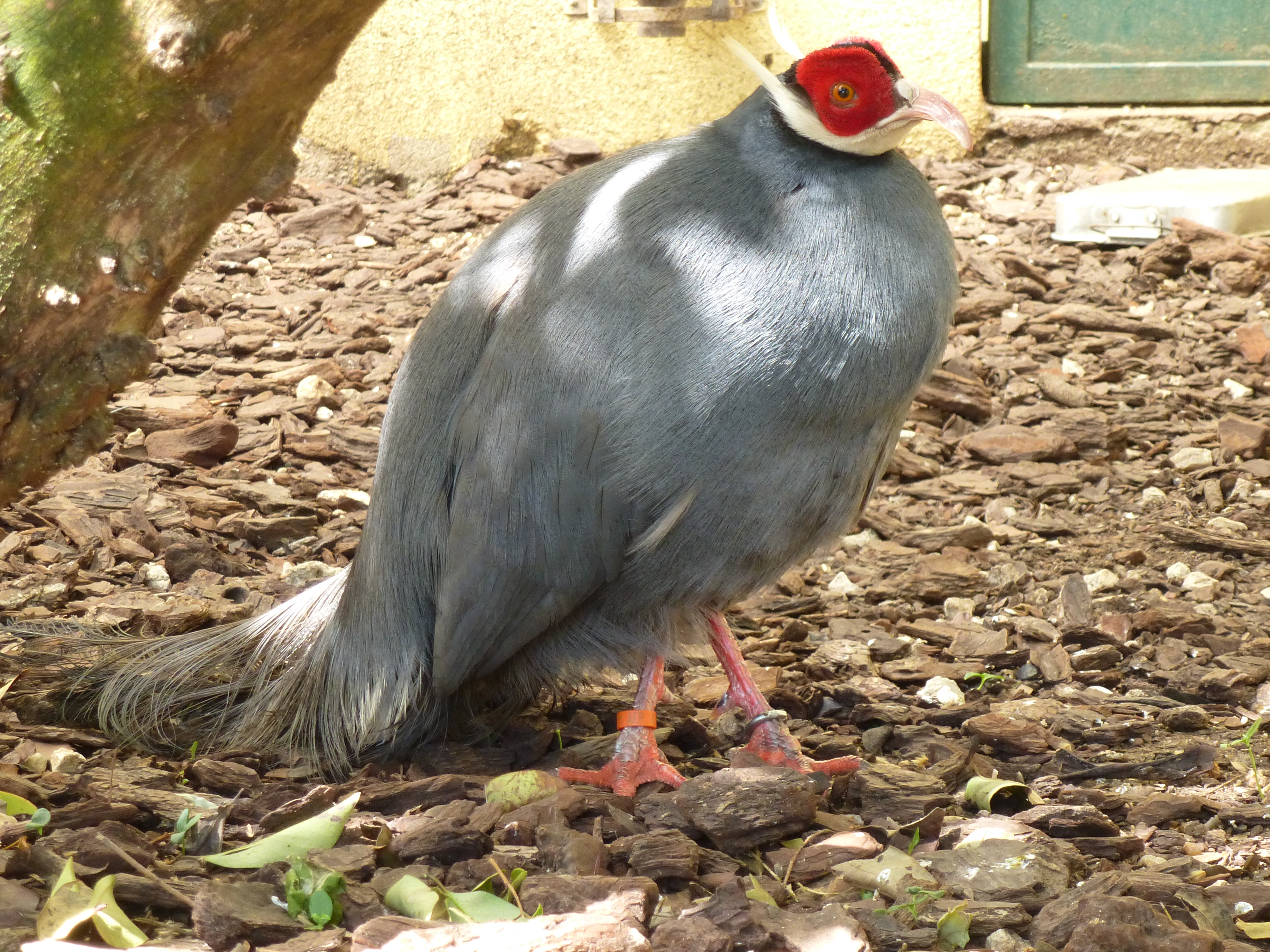
Crossoptilon auritum
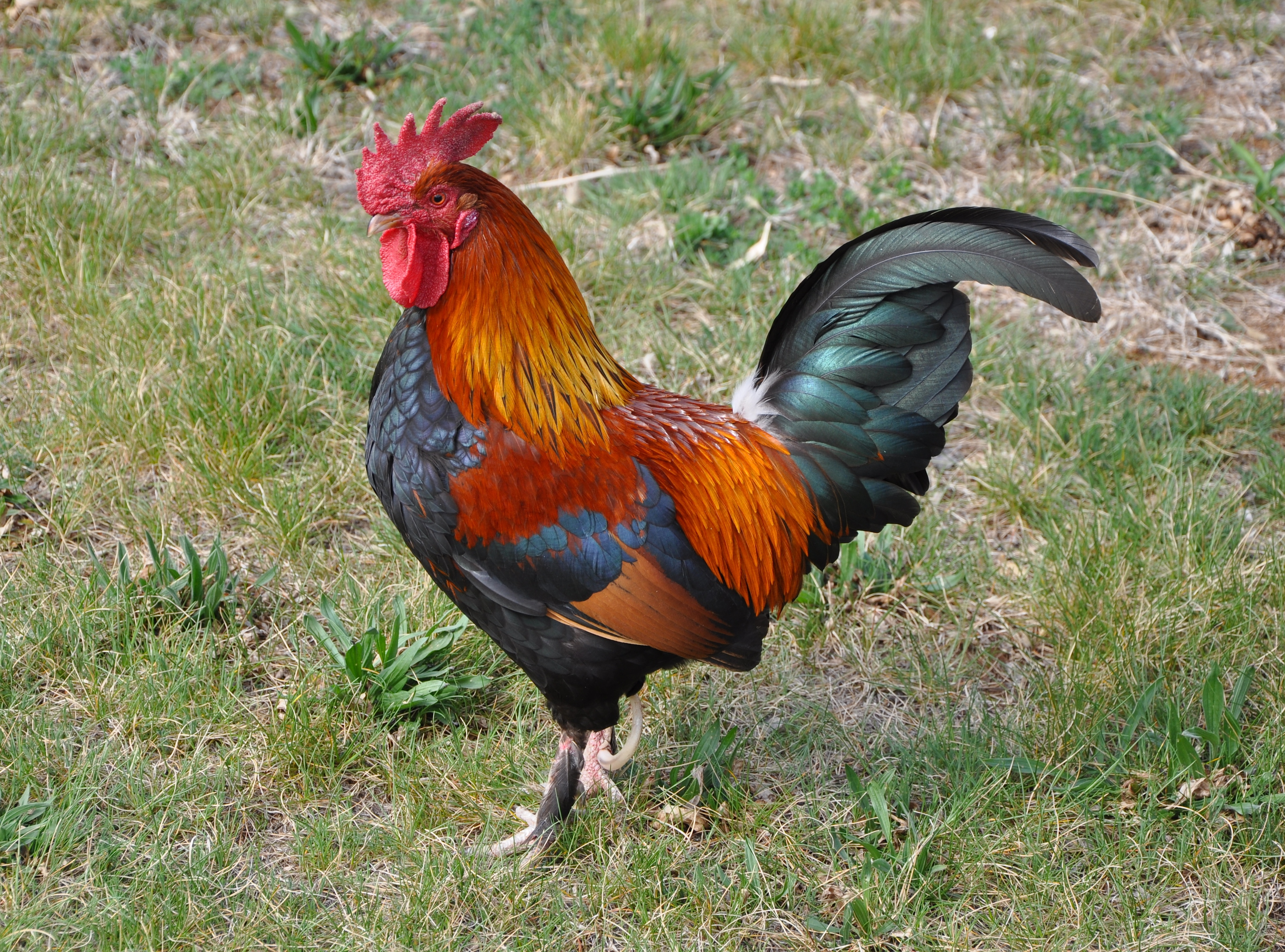
Gallus gallus
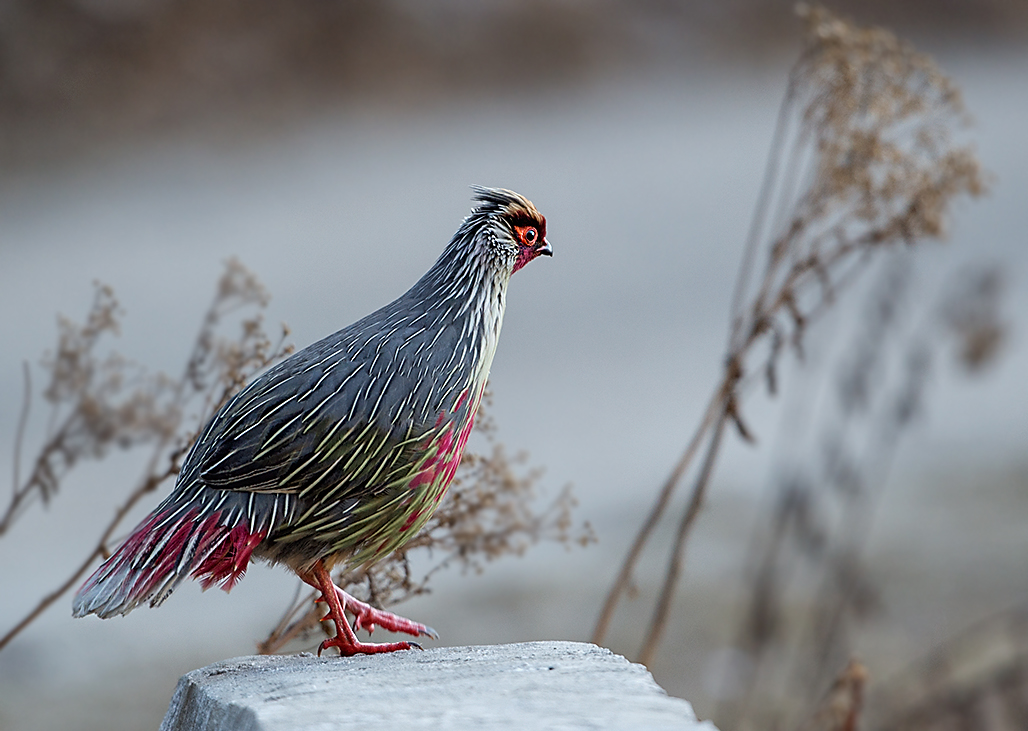
Ithaginis cruentus
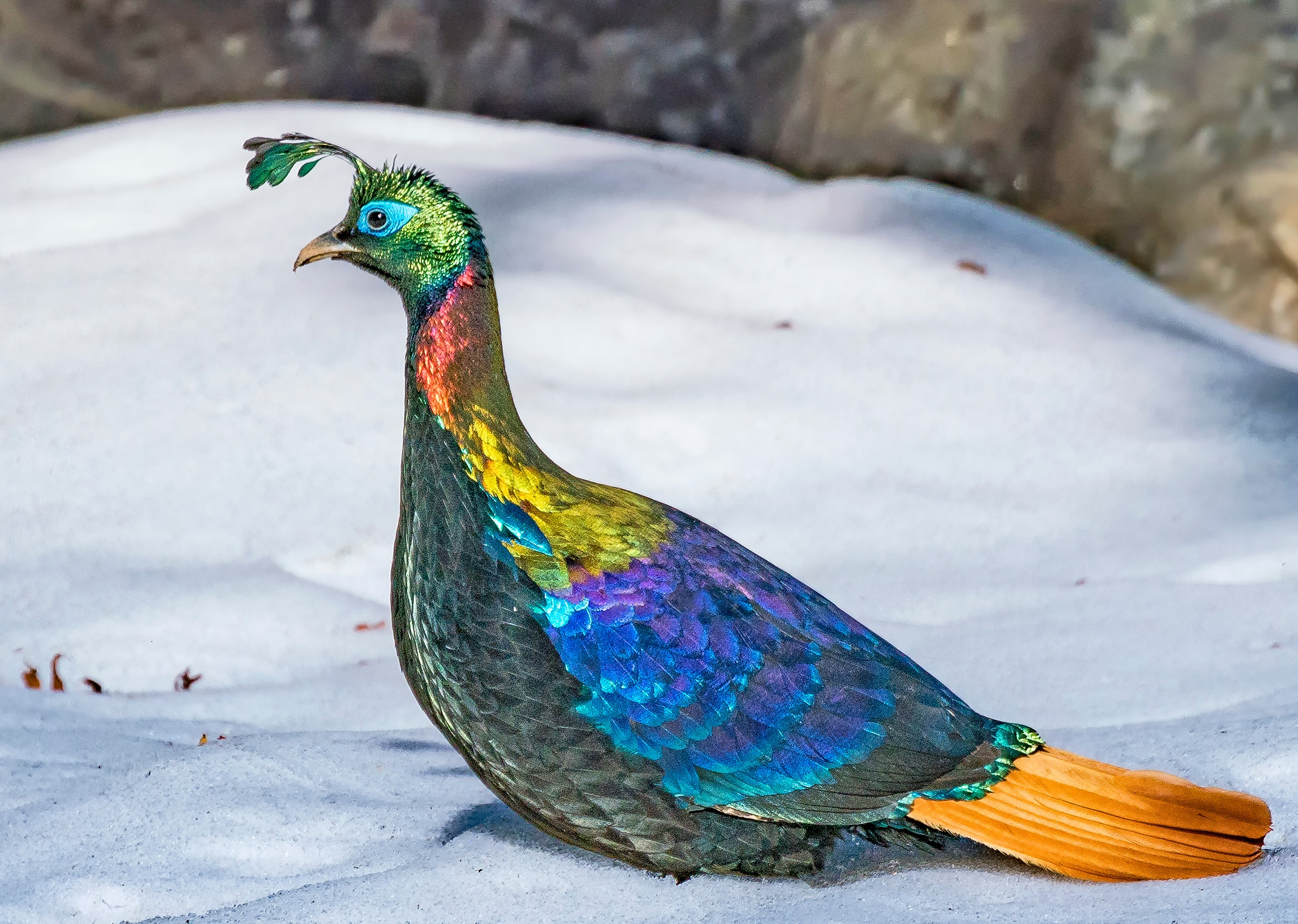
Lophophorus impejanus
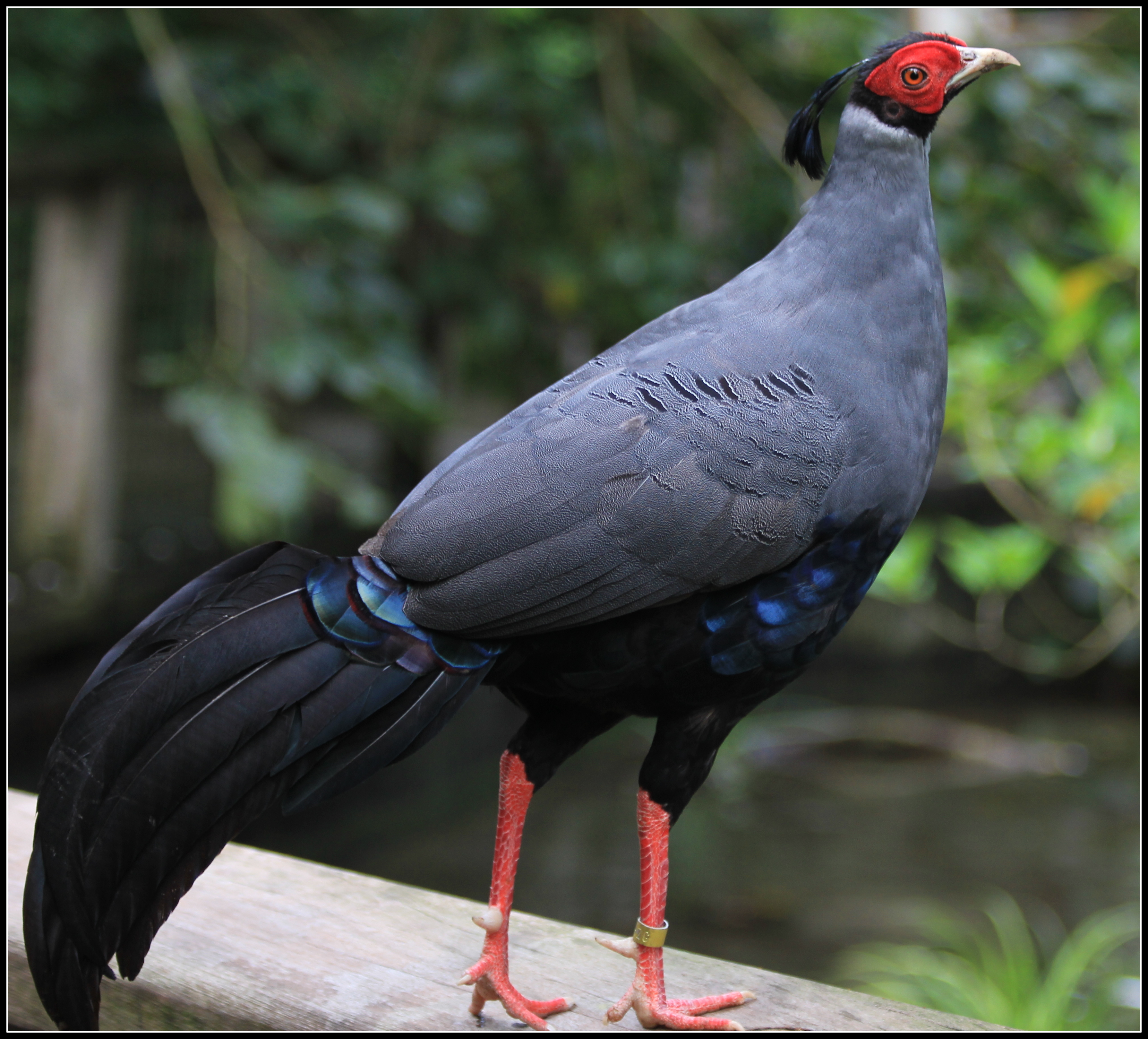
Lophura diardi
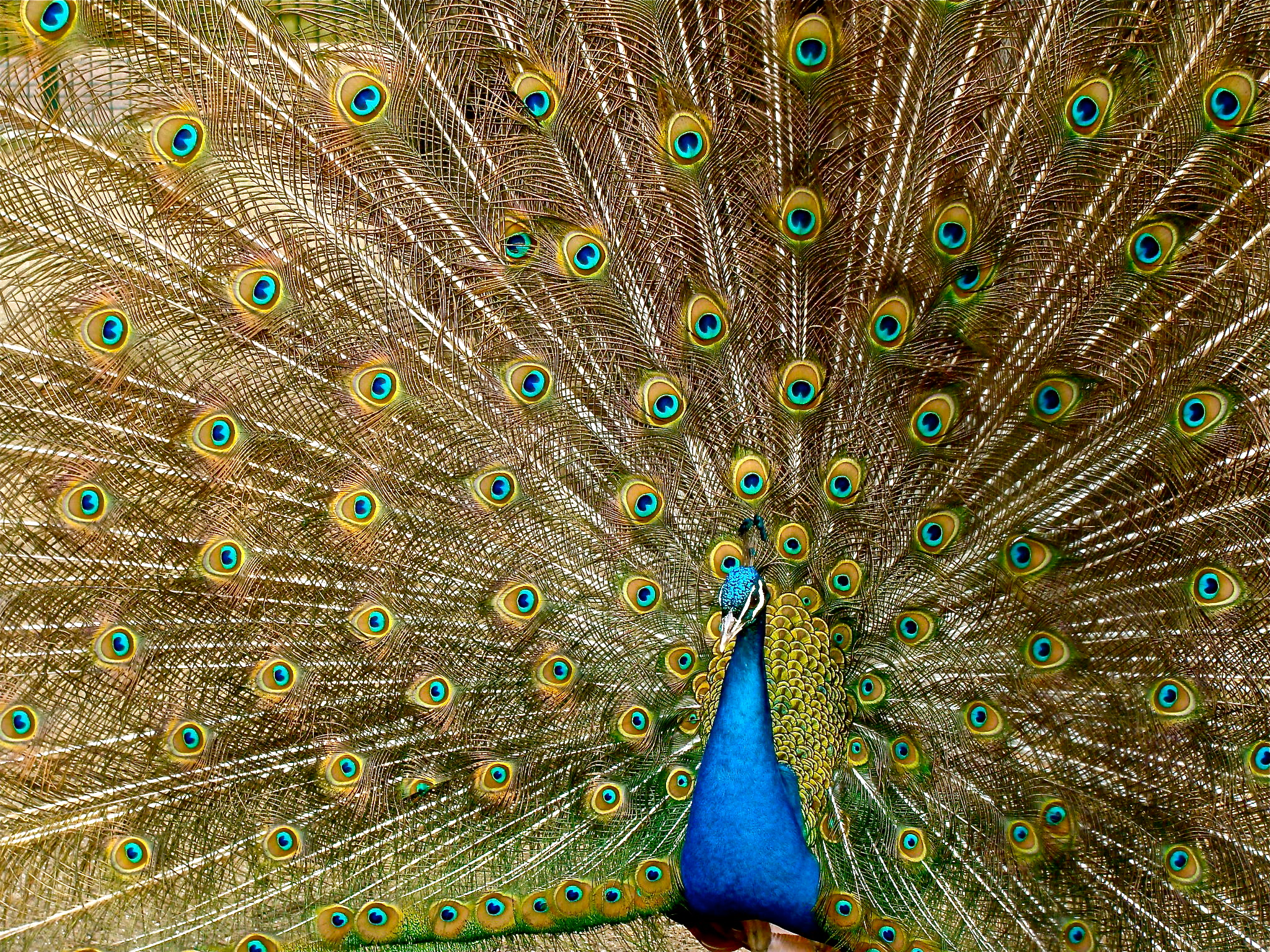
Pavo cristatus
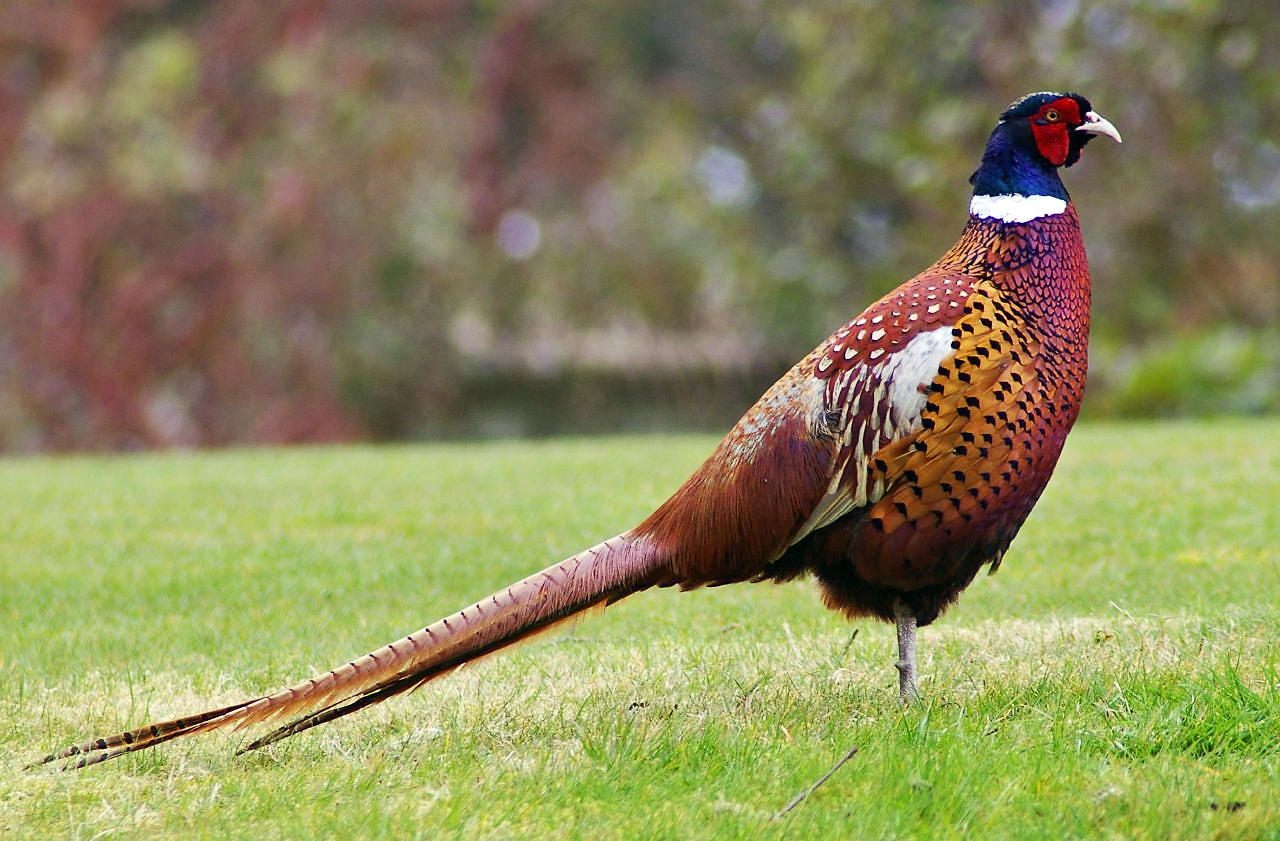
Phasianus colchicus
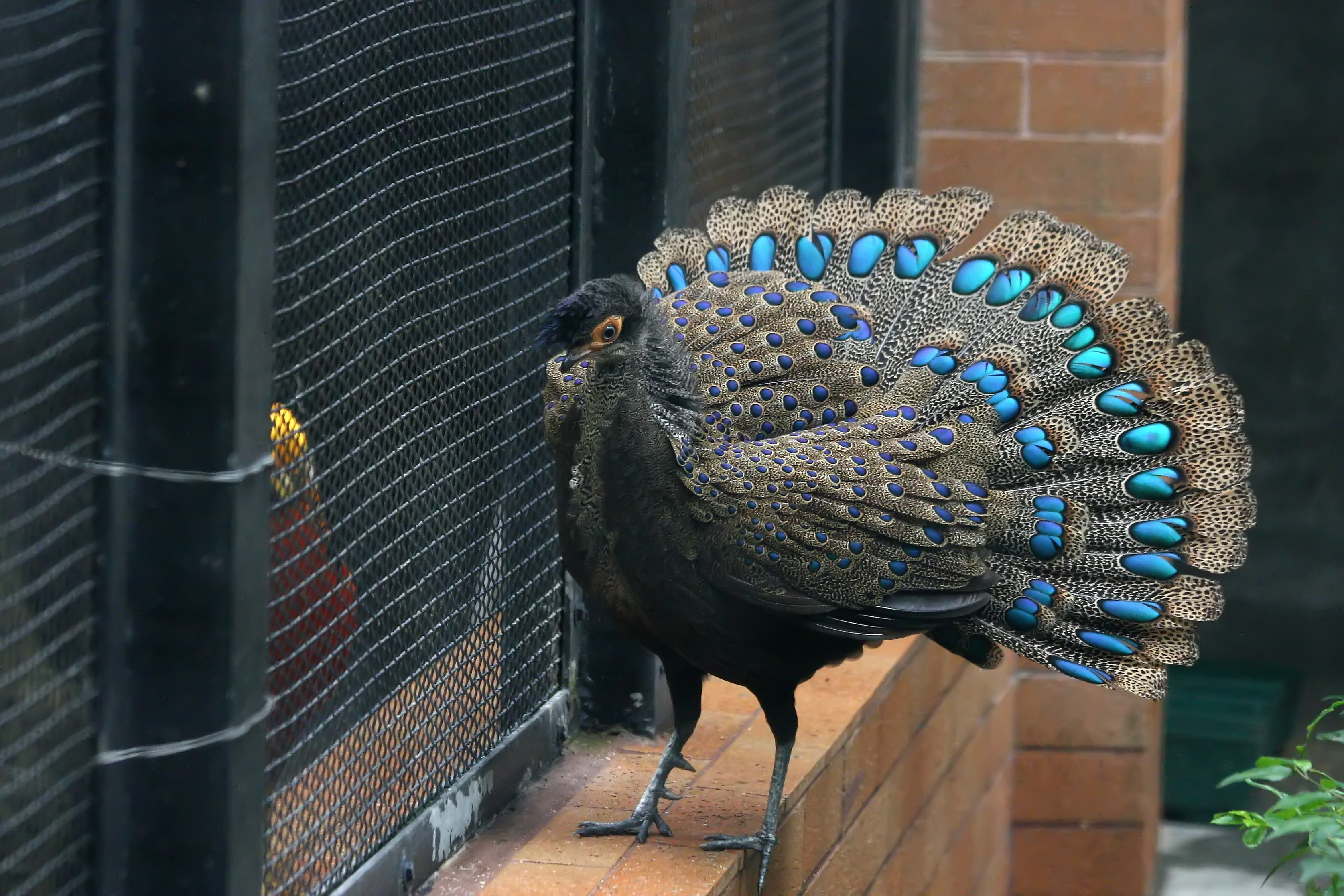
Polyplectron malacense
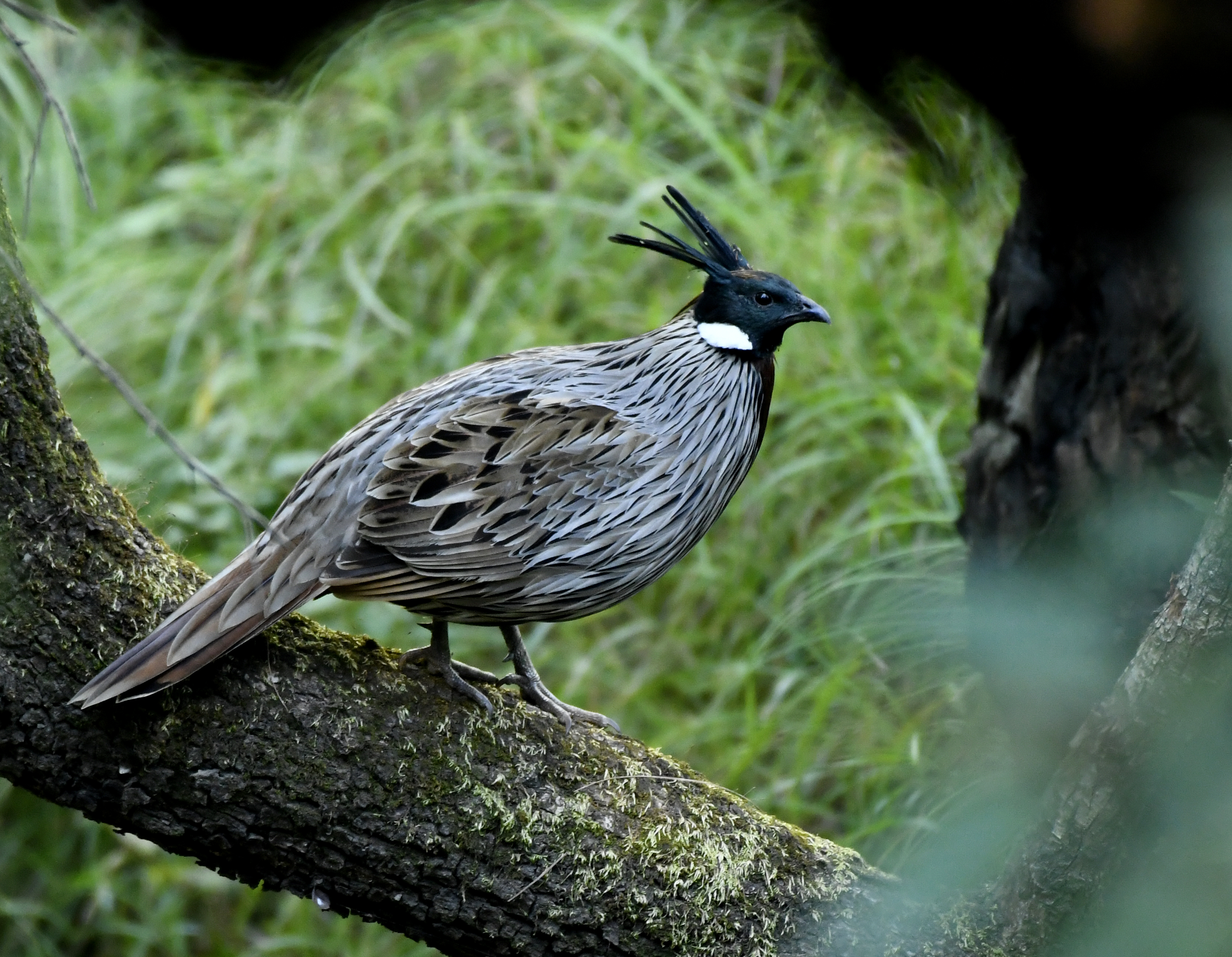
Pucrasia macrolopha
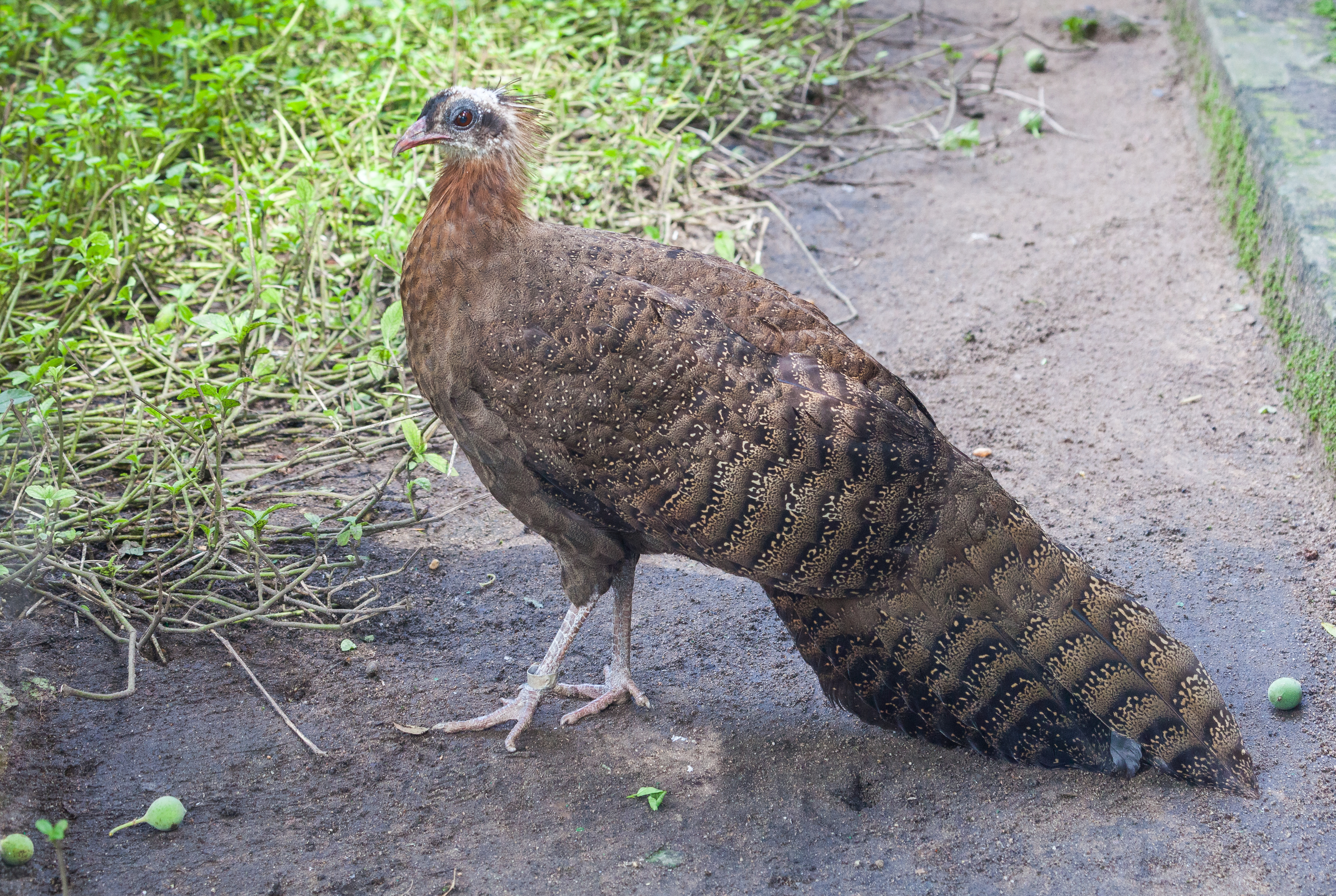
Rheinardia ocellata
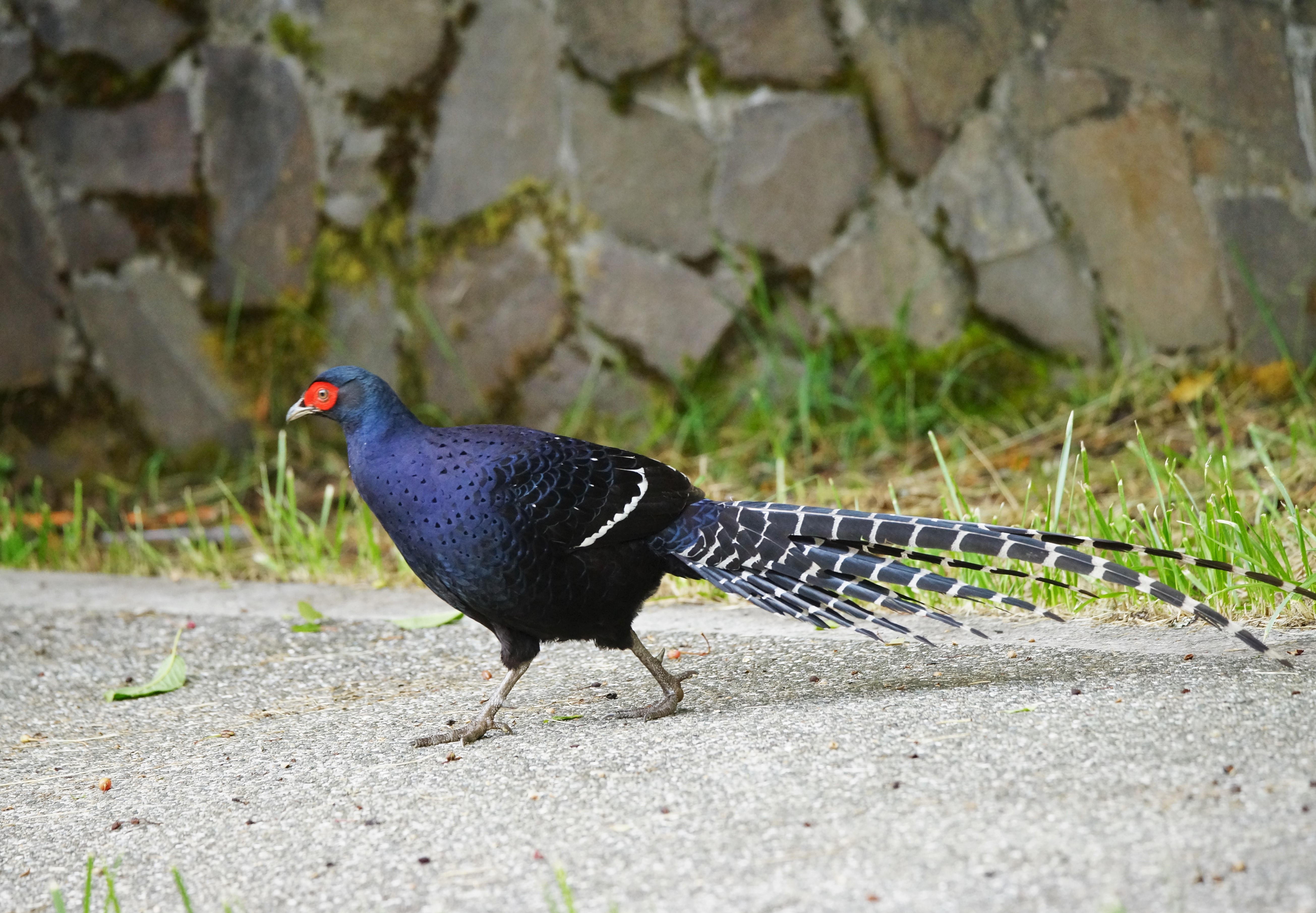
Syrmaticus mikado
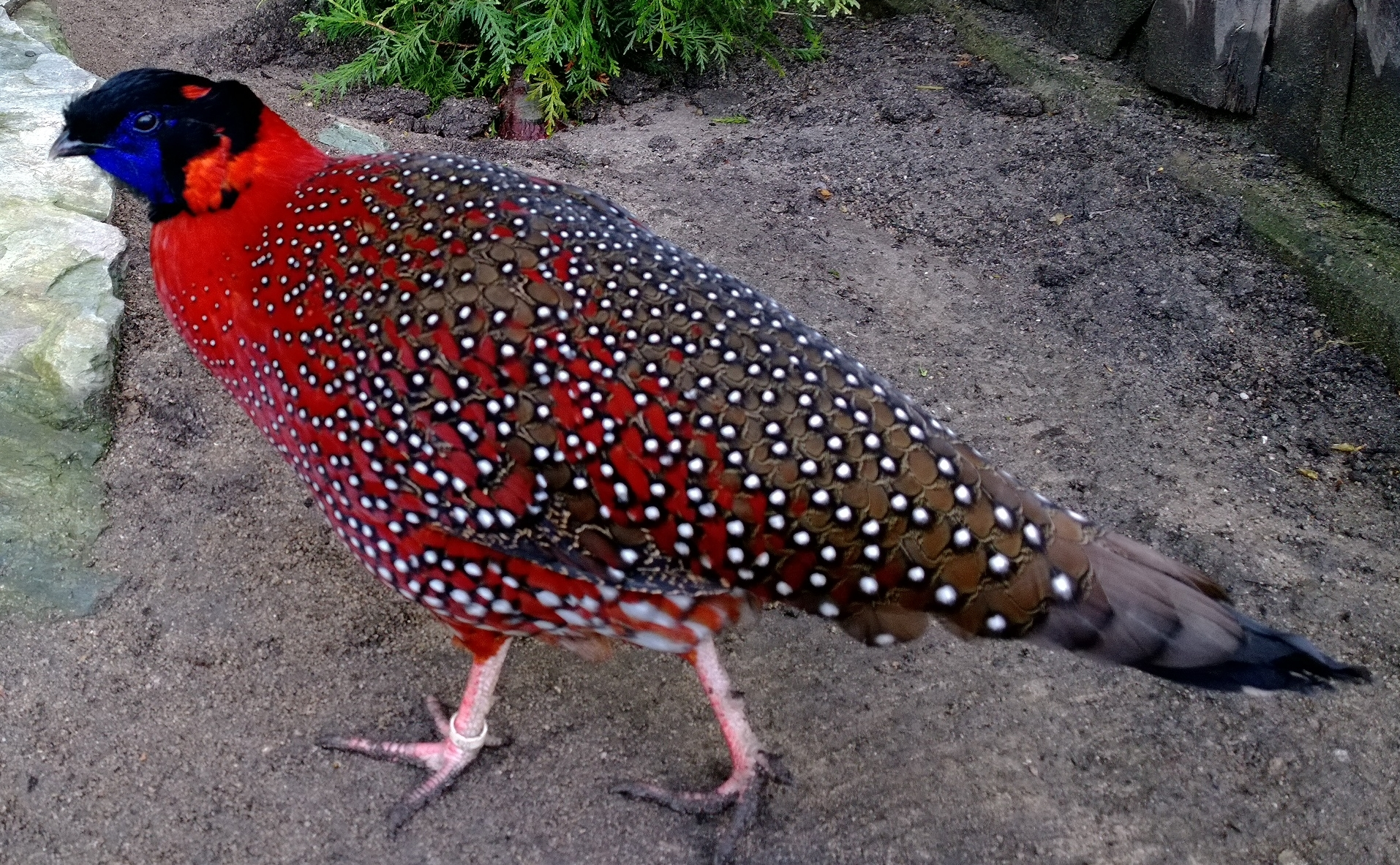
Tragopan satyra